# IPE KW2 Biguá
O IPE KW2 Biguá é um planador experimental de assento duplo construído no Brasil em 1974 pela Indústria Paranaense de Estruturas (IPE).  

## Desenvolvimento
O protótipo do Biguá (nome de uma ave da região sul do Brasil) for projetado pelo engenheiro Kuno Widmaier, o projetista que produziu o KW1 Quero-Quero. Ele foi construído em parte por empresa paranaense IPE Aeronaves, e com o apoio do Aeroclube de Novo Hamburgo, tendo voado pela primeira vez em 19 de Dezembro de 1974.
Durante o Campeonato de Voo a Vela em Palmeira das Missões, em 1976, foi feito um teste de planeio entre o Biguá e um Let L-13 Blanik do Aeroclube de Palmeira das Missões. Ambas as aeronaves decolaram juntas, desligaram na mesma altura e ficaram realizando o mesmo percurso previamente combinado. O Biguá, nesse teste, demonstrou ter melhor razão de planeio que o Blanik.
Tendo o DAC adquirido o projeto do Quero-Quero, também a aquisição do projeto do KW2 Biguá foi considerada pelo DAC, em continuidade ao projeto de equipar os aeroclubes do Brasil com planadores de construção nacional. Mas o Biguá foi preterido em favor do modelo IPE Nhapecan, inteiramente projetado e construído pela IPE. Um único protótipo foi construído, sendo utilizado para instrução primária em Novo Hamburgo até 2000.

## Construção
O planador conta com uma configuração de asa alta com enflechamento negativo, que garantia maior estabilidade em baixas velocidades, além de empenagem convencional e trem de pouso tandem fixo. A fuselagem era construída em tubos de aço soldados, com as asas construídas em madeira e cobertas em compensado e tela.

## Especificações (KW-1)
Dados de: Planadores Brasil 

### Características Gerais
- Tripulantes: Dois (Piloto e Instrutor)
- Comprimento: 7.9 m (25 ft 11 in);
- Envergadura: 16.6 m (54 ft 5 in);
- Área Alar: 17.8 m2 (191 sq ft);
- Peso Vazio: 260 kg (573 lb);
- Peso Máximo de Decolagem (MTOW): 450 kg (992 lb);

### Performance
- Razão de Planeio: 28:1 á 70 km/h (37 kn; 43 mph) solo e 80 km/h (43 kn; 49 mph) duplo;